# Municipio Gran Morelos
Koordinaten: 28° 18′ N, 106° 35′ W
Gran Morelos ist ein Municipio mit gut 3200 Einwohnern im mexikanischen Bundesstaat Chihuahua. Das Municipio hat eine Fläche von 486,1 km². Verwaltungssitz und größter Ort im Municipio ist San Nicolás de Carretas.
Das Municipio Gran Morelos erhielt seinen Namen im Jahr 1933 zu Ehren des José María Morelos y Pavón.

## Geographie
Das Municipio Gran Morelos liegt im Zentrum des Bundesstaats Chihuahua auf einer Höhe zwischen 1600 m und 2300 m. Es zählt zur Gänze zur physiographischen Provinz der Sierra Madre Occidental, liegt vollständig in der hydrologischen Region Bravo-Conchos und entwässert somit in den Golf von Mexiko. Die Geologie des Municipios wird zu 67 % von Konglomeratgestein bestimmt bei 12 % rhyolithischem Tuff und 6 % Alluvionen; vorherrschende Bodentypen im Municipio sind der Phaeozem (34 %), Calcisol, Leptosol (je 22 %), Regosol (11 %) und Cambisol (7 %). 47 % des Municipios werden ackerbaulich genutzt, 29 % sind bewaldet, 22 % werden von Weideland eingenommen.
Das Municipio ist umgeben von den Municipios Cusihuiriachi, Cuauhtémoc, Riva Palacio, Santa Isabel und Dr. Belisario Domínguez.

## Bevölkerung
Beim Zensus 2010 wurden im Municipio 3209 Menschen in 1070 Wohneinheiten gezählt. Davon wurden 46 Personen als Sprecher einer indigenen Sprache registriert, darunter 31 Sprecher der Tarahumara-Sprache. Gut sechs Prozent der Bevölkerung waren Analphabeten. 1246 Einwohner wurden als Erwerbspersonen registriert, wovon ca. 79 % Männer bzw. gut 4 % arbeitslos waren. Zweieinhalb Prozent der Bevölkerung lebten in extremer Armut.

## Orte
Das Municipio Gran Morelos umfasst 35 bewohnte localidades, von denen lediglich der Hauptort vom INEGI als urban klassifiziert ist. Elf Orte wiesen beim Zensus 2010 eine Einwohnerzahl von über 100 auf. Die größten Orte sind:
| Ort                     | Einwohner |
| San Nicolás de Carretas | 726       |
| La Paz                  | 677       |
| El Aguaje               | 254       |